# Distretto di Pingba
Il distretto di Pingba (平坝区S, Píngbà QūP) è un distretto della Cina, situato nella provincia del Guizhou e amministrato dalla prefettura di Anshun.